# Дідьє Роллан
Дідьє Роллан (англ. Didier Rolland, нар. 1968, Франція) — відомий французький стронгмен. Найвище досягнення - перше місце у змаганні за звання Найсильнішої людини Франції у 2002 та 2003 роках.
Брав участь у змаганні Франція має талант, де досягнув неабияких успіхів.